# Potten (Ljusdals socken, Hälsingland, 688684-151166)
Potten är en sjö i Ljusdals kommun i Hälsingland och ingår i Ljusnans huvudavrinningsområde.